# Rosa 'Golden Showers'
'Golden Showers' (el nombre del obtentor registrado de 'Golden Showers'® ), es un cultivar de rosa que fue conseguido en California en 1956 por el rosalista estadounidense Lammerts.

## Descripción
'Golden Showers' es una rosa moderna cultivar del grupo Trepador.
El cultivar procede del cruce de 'Charlotte Armstrong' x 'Captain Thomas'.
Las formas arbustivas del cultivar tienen porte trepador y alcanza de 305 a 425 cm de alto con 185 cm de ancho. Las hojas son de color verde oscuro y brillante.
Sus delicadas flores de color amarillo. Fragancia a rosa híbrido de té, a licor. Rosa de diámetro medio de 6". Grandes, completos. La flor con forma amplia, muy doble de 20 a 30 pétalos, generalmente en flor solitaria. En pequeños grupos, capullos altos, floración alargada. 
Florece en oleadas a lo largo de la temporada. Primavera o verano son las épocas de máxima floración, si se le hacen podas de las flores secas, más tarde tiene después floraciones dispersas.

## Origen
El cultivar fue desarrollado en California por el prolífico rosalista estadounidense Lammerts en 1956. 'Golden Showers' es una rosa híbrida diploide con ascendentes parentales de 'Charlotte Armstrong' x 'Captain Thomas'.
El obtentor fue registrado bajo el nombre cultivar de 'Golden Showers'® por Lammerts en 1956 y se le dio el nombre comercial de exhibición 'Golden Showers'™.
- La rosa fue creada por Lammerts en Armstrong Nurseries, California antes de 1956 e introducida en el resto de los Estados Unidos por "Germain's (Germain Seed & Plant Co.)" en 1956 como 'Golden Showers'.[1]
- La rosa 'Golden Showers' fue introducida en Estados Unidos con la patente "United States - Patent No: PP 1,557".[1]
- La rosa 'Golden Showers' fue introducida en Alemania con la patente "Germany - Patent No: 39 620 033".[1]

## Premios y galardones
- Portland Gold Medal 1957
- All-America Rose Selection 1957

## Cultivo
Aunque las plantas están generalmente libres de enfermedades, es posible que sufran de punto negro en climas más húmedos o en situaciones donde la circulación de aire es limitada.
Las plantas toleran la sombra, a pesar de que se desarrollan mejor a pleno sol. En América del Norte son capaces de ser cultivadas en USDA Hardiness Zones 3b a 10b. La resistencia y la popularidad de la variedad han visto generalizado su uso en cultivos en todo el mundo.
Puede ser utilizado para las flores cortadas, jardín o columnas. Vigorosa. En la poda de Primavera es conveniente retirar las cañas viejas y madera muerta o enferma y recortar cañas que se cruzan. En climas más cálidos, recortar las cañas que quedan en alrededor de un tercio. En las zonas más frías, probablemente hay que podar un poco más que eso. Requiere protección contra la congelación de las heladas invernales.